# كأس فيد 2018
كأس فيد 2018 (بالإنجليزية: 2018 Fed Cup)‏ هو الموسم 56 من  كأس فيد. أقيم خلال الفترة 6 فبراير 2018 وحتى 11 نوفمبر 2018، وفاز فيه منتخب التشيك لـكأس فيد.